# Бойко Косев
Бойко Косев Косев е български футболист и състезател по футзал.
Състезава се за футболния Черноморец (Бяла) и за футзалния ФК Одесос (Варна). Висок е 176 см. и тежи 78 кг. Косев е част от Националния отбор по футзал на България.

## Кариера
Косев прекарва футболната си кариера в аматьорските ФК Феърплей (Варна) и ФК Черноморец (Бяла). През 2003 започва да играе футзал с отбора на МФК Варна, с който е 2 пъти шампион на България и носител на 1 Купа на България. През лятото на 2007 преминава във ФК МАГ (Варна). От 2008 до 2011 играе за ФК Одесос от 2011 играе за ФК Гранд Про (Варна).